# Ураган-1М
9К512 «Ураган-1М» — российская бикалиберная (то есть два калибра — 220 мм/300 мм) реактивная система залпового огня (РСЗО), с пакетной заменой направляющих (транспортно-пусковых контейнеров).

## История
В середине 1990-х годов в России была начата разработка новой реактивной бикалиберной системы 9К512 «Ураган-1М». В 1995 году Брянский автомобильный завод (БАЗ) начал работы по проектированию колёсного шасси на базе автомобилей БАЗ-6910 «Вощина-1» для новой РСЗО, однако по причине отсутствия финансирования в конце 1996 года все работы были остановлены. Одновременно с шасси производства Брянского автомобильного завода конструкторами Мотовилихинских заводов был проработан вариант размещения реактивной системы залпового огня на базе шасси МЗКТ-7930 «Астролог». После рассмотрения проектов Министерством обороны Российской Федерации был выбран вариант с размещением на шасси производства Минского завода колёсных тягачей; в таком виде новая РСЗО «Ураган-1М» поступила на испытания. 
В 2012 году были начаты государственные испытания системы залпового огня. Согласно планам государственной программы вооружения РФ, в 2017 году на вооружение сухопутных войск ВС России должны были поступить два полковых комплекта РСЗО «Ураган-1М».

## Конструкция
Боевая и транспортно-заряжающая машины системы «Ураган-1М» выполнены на базе шасси МЗКТ-7930 «Астролог» (или же БАЗ-69092).
Боевая машина способна вести стрельбу реактивными снарядами как от 220-мм систем 9К57 «Ураган», так и от 300-мм систем 9К58 «Смерч». В отличие от систем предыдущего поколения, заряжание боевой машины производится путём замены всего пакета с направляющими. Дальность стрельбы комплекса выросла до 120 километров.
В состав системы 9К512 «Ураган-1М» входят:
1. боевая машина 9А53;
2. транспортно-заряжающая машина 9Т249;
3. реактивные снаряды в транспортно-пусковых контейнерах.

## Операторы
- Россия: 6 единиц по состоянию на 2021 год[8]